# Польська православна церква
По́льська автокефа́льна правосла́вна це́рква (пол. Polski Autokefaliczny Kościół Prawosławny; також По́льська правосла́вна це́рква, або Православна це́рква По́льщі) — автокефальна помісна православна церква в Польщі, яка посідає 12-те місце в диптиху автокефальних помісних церков. Використовує у своїй літургії візантійський обряд, польську, церковнослов'янську мови та юліанський й новоюліанський календар, вона є частиною Східного християнства. Церква була створена в 1924 році для православних християн, коли Польща відновила свою незалежність після Першої світової війни. На вимогу сталінського режиму була перезаснована 1948 року. До Православної Церкви Польщі канонічно належать також православні парафії Бразилії.

## Історія

### Передісторія
Православ'я на територію Польщі поширювалось з теренів княжої Руси-України. За переказами польський князь Мечислав І був хрещений за східним обрядом[джерело?]. Давні літописи згадують, що в 900 р. у Кракові діяла церква східного обряду[джерело?]. На її руїнах 1390 року було побудовано Бернардинський монастир та церкву Чесного Христа, де богослужіння відправлялись слов'янською мовою аж до 1480 року. За часів правління київських князів Володимира Великого та Ярослава Мудрого до складу середньовічної української держави входили й теперішні східні польські землі. На цих теренах, а через них й у всьому Польському князівстві поширювалось християнство східного обряду. Одночасно, через західні кордони до Польщі проникав католицизм. Через це відбувались постійні зіткнення на релігійному ґрунті. Відомо, що після смерті короля Болеслава Хороброго, 1030 року «постав бунт проти Церкви. Всташіє люди ізбили єпіскопа, і попи своя, і бояри своя….»
Згодом, у Польській державі панівною релігією став католицизм. Православ'я стало релігією національних меншин — русинів-українців та білорусів. У XII—XIII ст. в Галицько-Волинській державі було засновано та активно діяли православні єпископські катедри у Перемишлі, Галичі (згодом — Галицька митрополія), Холмі.
Після приєднання Західноукраїнських князівств до Польщі, галицькі бояри та духовенство звернулись до короля з проханням посприяти відновленню православної митрополії. 1371 року стараннями короля Казимира ІІІ Константинопольський Патріарх відновив Галицьку митрополію.

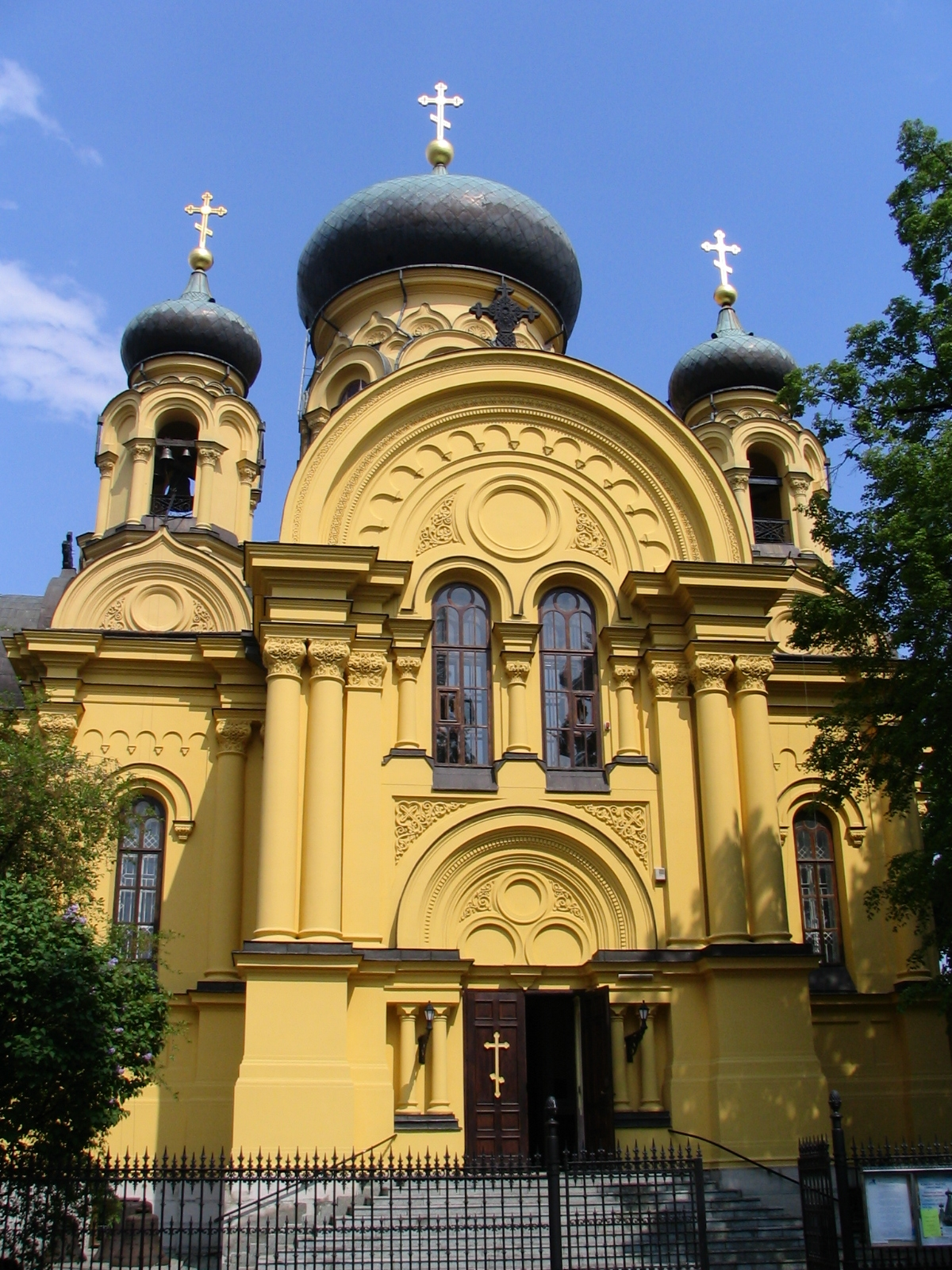
Митрополичий собор св. Марії Магдалини у Варшаві

Пізніше польські урядовці та католицьке духовенство проводило активну політику окатоличення та ополячення щодо православної церкви та її вірних. Після трьох поділів Речі Посполитої, частина польських земель опинилась у складі Габсбурзької монархії, а частина — у складі Російської імперії. 1840 року — імперським урядом було створено православну Варшавську єпархію у складі Російської православної церкви.
На початок XX століття на територіях, які входили до складу Другої польської республіки, існувало до 25 % населення, що сповідувало православ'я (переважно русини-українці та білоруси).

### Проголошення автокефалії

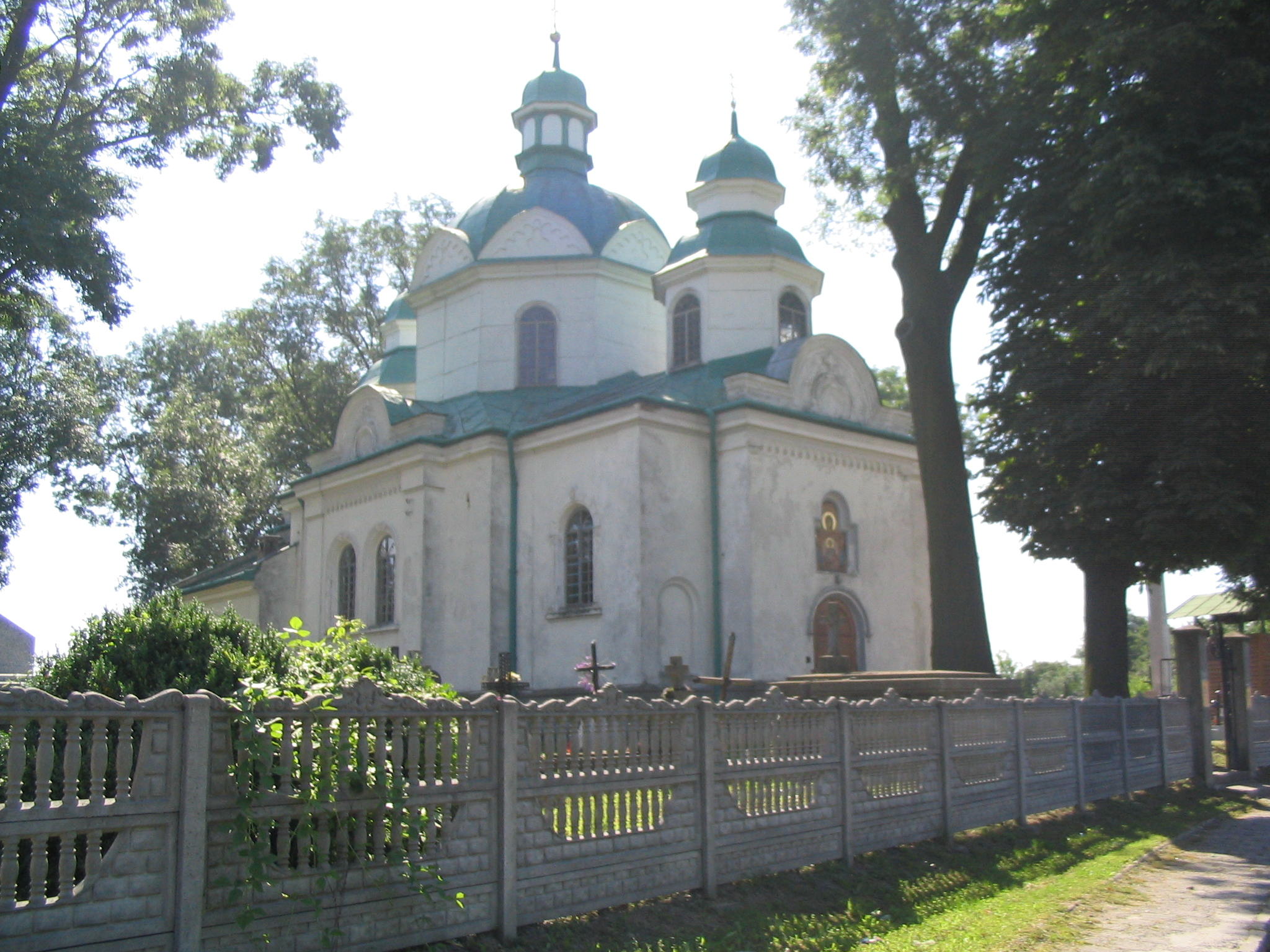
Православна церква у Перемишлі

Відповідно до Ризької мирної угоди 1921 року, західноукраїнські та західнобілоруські етнічні землі опинилися під владою Польської республіки. В кордонах Польської республіки залишилось близько чотирьох мільйонів православних, в тому числі понад 2,5 млн русинів-українців[джерело?]. За національним складом 70 % православних становили русини-українці, більше 28 % — білоруси, а решта — литовці, поляки, росіяни, чехи[джерело?]. На час відновлення Польської Держави всі православні проживали на територіях колишньої Російської імперії. В той же час у Польській республіці залишилась стара структура єпархій Російської православної церкви. Внаслідок радянсько-польської війни та боротьби з церквою в СРСР, зв'язки з Московським патріархатом були утруднені, а сам патріархат знаходився під жорстоким тиском радянських каральних органів. Це змусило православних єпископів Польщі Юрія (Ярошевського) та Діонісія (Валединського) звернутися, за посередництвом польського дипломатичного представника в Москві, до патріарха Тихона у справі надання автокефалії. Патріарх відмовився надати автокефалію, обмежившись призначенням єпископа Юрія патріаршим екзархом у Польщі з правами митрополита. Що ж до автокефалії, то Московський патріарх сказав: «Святі канони нашої церкви передбачають автокефалію для окремих самостійних народів. Коли б народ польський, що недавно здобув незалежність, був православним та просив для себе, то ми йому не відмовили б. Але давати автокефалію для різноплемінних православних, що перебувають у польській державі в стані національних та релігійних меншин, не дозволяють нам ні здоровий глузд, ні святі канони. Що було можливе, то вже дали православним у Польщі, а власне широку автономію».
У той же час польська державна влада, ставши господарем Західної Волині після її загарбання, не була зацікавлена в українізації волинського православ'я. 20 січня 1920 польський уряд схвалив «Тимчасові правила», що мали регулювати статус православ'я в Польській республіці. В цілому «Правила» розглядали Православну церкву в Польщі як силою політичних обставин відірвану від Православної церкви Росії частину, внутрішнє життя в якій не вимагало якихось змін чи перетворень, а отже як велику частину старого російського православ'я.
16 червня 1922 року відбувся Собор польських єпископів, який розглянув питання автокефалії та погодився на неї, за умови, що польський уряд сприятиме визнанню церкви автокефальною з боку помісних православних церков. Також ієрархи звернулись по допомогу й підтримку до Константинопольського патріарха. Тоді ж польська влада видала тимчасовий закон, яким провела реорганізацію православної церкви. Першим митрополитом Польської Православної Церкви став змосковщений русин-українець Юрій Ярошевський.
8 лютого 1923 року митрополит Юрій загинув від руки непримиренного ворога автокефалії, російського агента архимандрита Смарагда (Латишенка). 27 лютого 1923 р. Собор єпископів ухвалив: «… Визнати першим єпископом області з честю Митрополита Православної Митрополії у Польщі Високопреосвященного Діонісія, Архиєпископа Волинського і Кременецького… Довести цю постанову до відома уряду на предмет висловлення ним згоди на втілення в життя цієї постанови, а також на предмет запиту урядом на основі 28 Правила IV Вселенського Собору і з огляду на перебування не при справах Патріарха Московського, благословення Константинопольського Патріарха на буття Архиєпископа Діонісія Митрополитом Варшавським та Волинським і всієї Православної церкви в Польщі, з присвоєнням йому всіх зовнішніх відзнак, наданих Митрополиту Варшавському і всієї Польщі Святійшим Патріархом Московським і Положенням про управління Православною Церквою в Польщі від 14-27 січня 1922 р.»
Патріарха Тихона в той час було ув'язнено, а призначеного ним місцеблюстителя відсторонено більшовиками від справ. Управління Московським патріархатом ГПУ передало т. зв. «Живій церкві». В такій ситуації, Константинопольський патріарх Мелетій IV благословив обрання Діонісія й підтвердив його повноваження.
13 листопада 1924 року Константинопольський патріарх, Григорій VII підписує «Патріарший і Синодально-Канонічний Томос Вселенського Патріархата про визнання Православної церкви в Польщі Автокефальною». Урочистості з цієї нагоди відбулися у Варшаві 16-19 вересня 1925 р., в них взяли участь представники Константинопольської та Румунської церков, а також члени польського уряду. 17 вересня 1925 в присутності всього єпископату Польщі в митрополичому храмі святої Марії Магдалини відбулось урочисте зачитування патріаршого томоса. Томос було зачитано грецькою, польською, російською та українською мовами, міністр віровизнань підніс митрополитові Діонісію, як предстоятелю церкви, другу панагію.
Також у Томосі Вселенського патріарха мовилось «… перше відокремлення від Нашого Престолу Київської Митрополії і православних митрополій Литви та Польщі, залежних від неї, а також прилучення їх до Святої Московської Церкви настало не за приписами канонічних правил…».
Автокефалію Польської православної церкви визнали всі канонічні церкви.

### Польський терор
Незважаючи на підтримку уряду в проголошенні автокефалії, польська влада вороже ставилась до православ'я. Попри те, що відповідно до статуту церкви, головою церкви був митрополит, а загальне управління належало св. Синодові єпископів, польський уряд їх права всіляко обмежував. Так, влада не дозволяла роками митрополитові скликати Синод. Вся його діяльність проходила через цензуру міністерства віросповідань та освіти. Хоча більшість парафіян були русини-українці, офіційною мовою церкви стала польська. Призначення і звільнення священиків знаходилось в компетенції уряду. Він же розпоряджався й церковним майном. Лише на Холмщині понад 20 000 гектарів церковної землі було передано польським колоністам.
В 1930-х роках польський уряд розпочав системне та жорстоке нищення православних на українських землях. Православні церкви забирались й передавались римо-католикам, стихійні виступи селян на захист церков жорстоко придушувались.
Незважаючи на спротив польської влади, велику роботу з розбудови та українізації Польської Православної Церкви проводили Арсен Річинський, Михайло Тележинський та єпископ Олексій (Громадський).
10 квітня 1932 року митрополитом Діонісієм висвячено на єпископа архімандрита Полікарпа (Сікорського), якого пізніше призначено на єпископа Луцького, а архієпископа Олексія (Громадського) того ж року назначено єпископом усієї Волинської єпархії. Під їхнім керівництвом українська церква під окупацією Польщі стала розбудовувати своє національне життя.

### 1939—1940

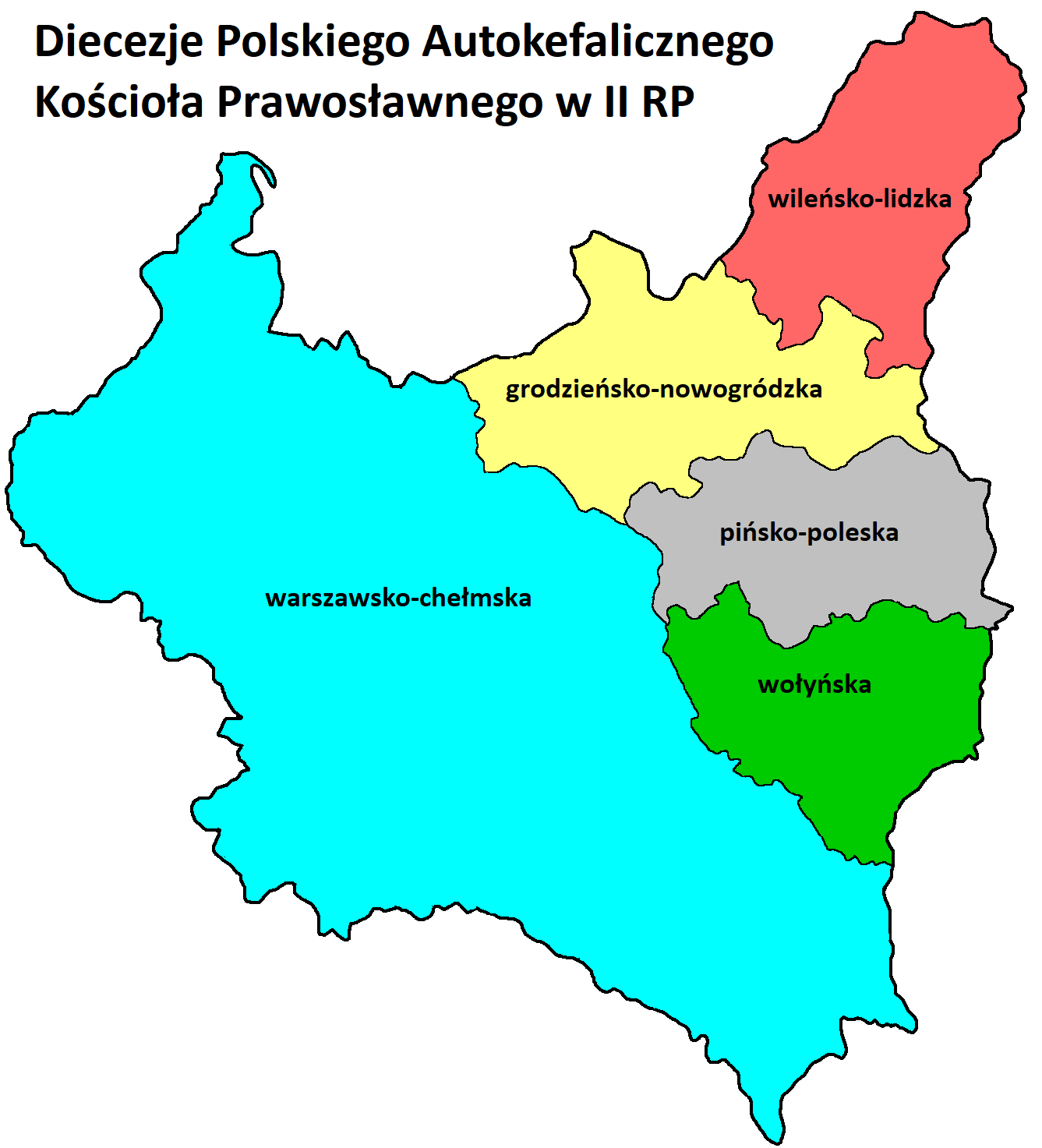
Κарта поділу Польщі на епархії Православної церкви Польщі

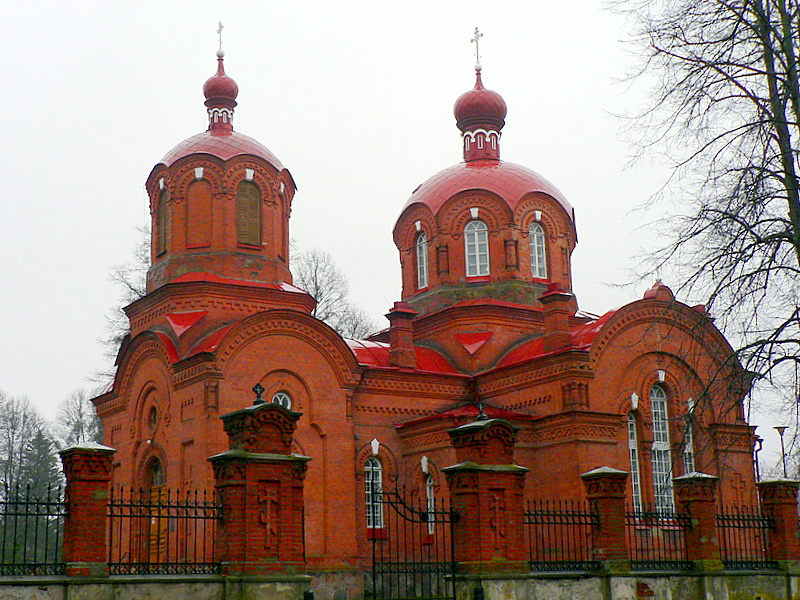
Східно-православна церква в Біловежі

Після того, як у вересні 1939 року радянські війська по таємному договору з нацистською Німеччиною зайняли Західну Україну та Білорусь (див. Вторгнення СРСР до Польщі), Російська Православна Церква розгорнула інтенсивні заходи для підпорядкування єпархій на ново-приєднаних землях. На Волинь прибув патріарший екзарх, архієпископ Миколай Ярушевич, місцевих ієрархів було змушено приїхати до Москви і скласти там заяву вірности Московському патріархату. Не зробили цього лише архієпископ Поліський Олександр (Іноземців) (росіянин) та єпископ Луцький Полікарп (Сікорський).
На захопленій німцями території Польщі (див. Польська кампанія (1939)) була утворена Генеральна губернія. Де православна церква залишилась в юрисдикції митрополита Діонісія. Серед його єпископату були двоє русинів-українців:
- 19 жовтня 1940 на Соборі українських православних єпископів був висвячений (під ім'ям Іларіона) архієпископом Холмським і Підляським Іван Огієнко.
- 9 лютого 1941 на архієпископа Краківського і Лемківського був висвячений Палладій (Видибіда-Руденко).

### Під впливом Московського Патріархату

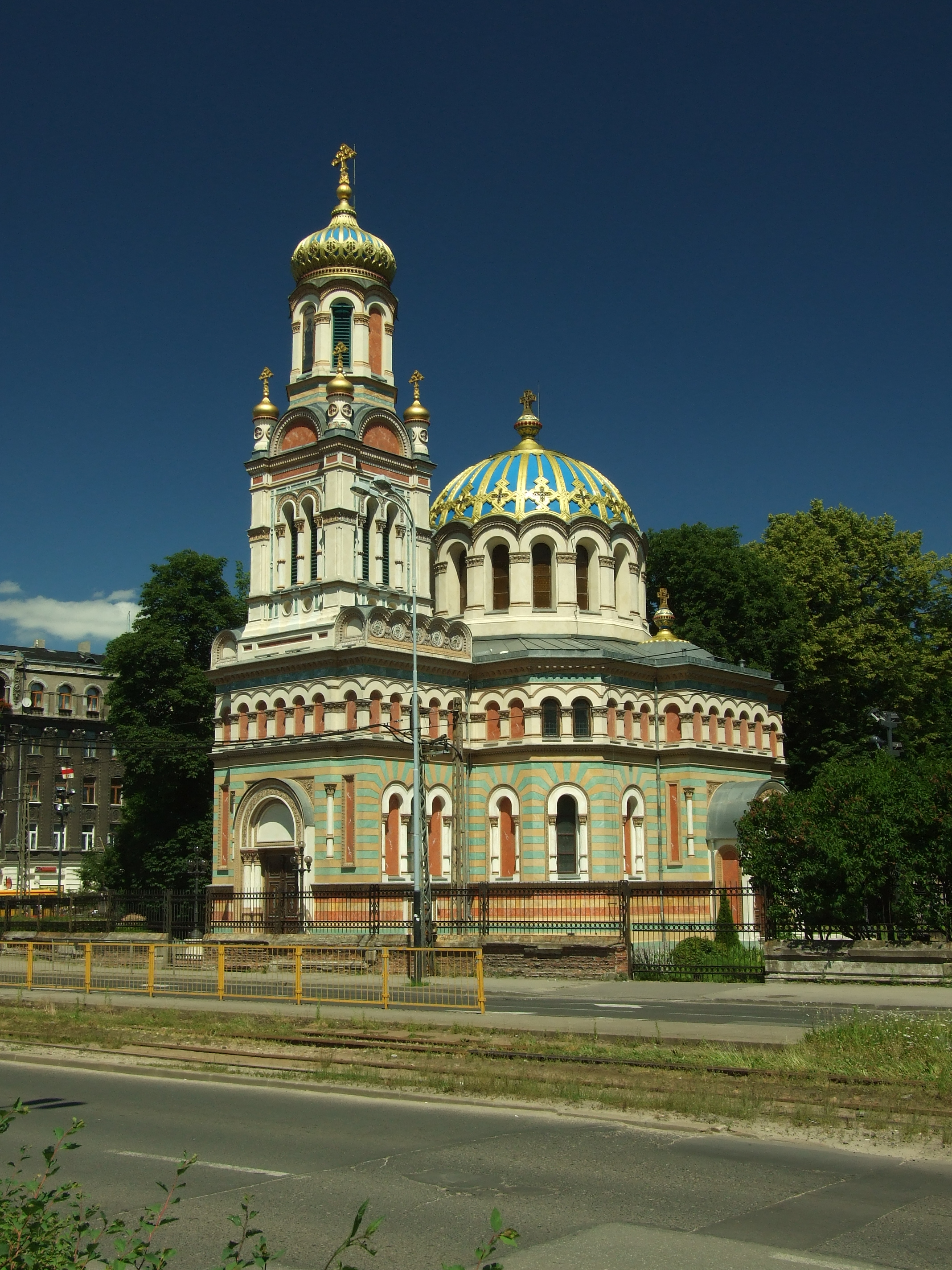
Собор Олександра Невського, Лодзь

Після зайняття Польської республіки червоноармійськими військами та встановлення прорадянського режиму, почались репресії проти ієрархії Православної церкви, митрополита Діонісія, більшість єпископів та багатьох священиків.
1948 року нова польська влада, розпорядженням президента, позбавила його прав першоієрарха. НКВС змусила ув'язненого митрополита відмовитись від сану, а Московський патріархат поставив керуючим митрополією єпископа Тимофея (Шреттера). Під тиском радянських спецслужб 22 червня 1948 року Польська церква «зреклась» автокефалії 1924 року та прийняла «благословенство» й автокефалію з московських рук.
Православна Церква Польщі не визнає так звану "автокефалію", проголошену Російською Православною Церквою (РПЦ). У своїй позиції вона пояснює, що це було лише визнанням Російською Православною Церквою автокефального статусу, наданого Польській Православній Церкві у 1924 році, але не проголошенням нової автокефалії.
1951 року Синод єпископів одноголосно звернувся до московського патріарха Алексєя з проханням прислати для церкви митрополита з СРСР. На Варшавську катедру Москва призначила єпископа Львівського й Тернопільського Макарія (Оксіюка), який, до цього, брав активну участь у підготовці й проведенні Львівського псевдособору 1946 р.
Після Другої Світової війни Польська православна церква мала чотири єпархії: Варшавську, Білостоцько-Гданську, Лодзько-Познанську та Вроцлавсько-Щецінську. У 195 парафіях було об'єднано понад 150 тисяч вірних. З 1965 року митрополитом був Стефан Рудик.
Протягом другої половини XX століття Польська православна церква перебувала під контролем та впливом Російської православної церкви.

### Польська Автокефальна Православна Церква в сучасній Польщі
Польська Автокефальна Православна Церква є членом Всесвітньої Ради Церков та Польської Екуменічної Ради.
12 травня 1998 року рішенням Священного Синоду архієпископ Сава (Грицуняк) був обраний новим Предстоятелем Польської Православної Церкви — Митрополитом Варшавським і всієї Польщі. За повідомленням Інституту національної пам'яті у Варшаві, Служба безпеки комуністичної Польщі 1966 року завербувала майбутнього митрополита Саву. І він тривалий час співпрацював з радянською спецслужбою. Але невдовзі Інститут національної пам'яті у Варшаві спростував це повідомлення.
Рішенням Священного Архієрейського Собору 15 червня 2014 року в Церкві було уніфіковано богослужбовий календар – з цього дня на всіх парафіях діє старий стиль (у разі потреби дозволено богослужіння за новим стилем).
Наприкінці 2014 року вийшов переклад чотирьох Євангелій польською мовою під назвою «Święta Ewangelia». Це перший православний переклад біблійних книг польською мовою. 
8 лютого 2015 року розпочала діяльність польська православна парафія в Брюсселі . Заклад адміністративно належить до Константинопольського патріархату , а його парохом є священик Польської автокефальної православної церкви.
У червні 2016 року делегація Церкви (на чолі з митрополитом Савою ) взяла участь у роботі Святого і Великого Православного Собору на Криті.
У вересні 2020 року у Варшаві освятили перший за 100 років православний храм Польської Православної Церкви.
У 2024 Польська Православна Церква буде відзначати 100 років автокефалії (1924-2024).

### Позиція ПАПЦ щодо Православної Церкви України
4 квітня 2019 року стало відомо, що Собор цієї помісної Церкви розглядав українське питання. Синод заявив, що у теорії ПАПЦ підтримує отримання Українською православною церквою автокефалії, проте вважає, що вона повинна бути надана відповідно до догматично-канонічних норм стосовно цілої Церкви, а «не групи розкольників». Проте рішення Синоду не роз'яснює, яку зі сторін вона вважає розкольниками, а тому це рішення є неоднозначним.

## Організація та структура

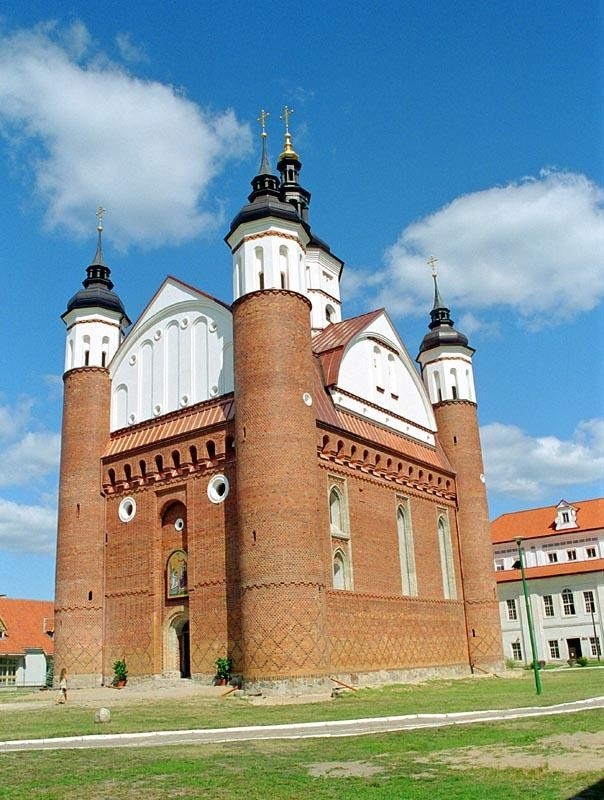
Супрасльський монастир, заснований Олександром Ходкевичем

Очолює Православну Церкву Польщі митрополит Варшавський і митрополит всієї Польщі Сава (Грицуняк). Церква поділена на наступні єпархії:

### Архиєпархії та архиєпископи
- Варшавсько-Більська архиєпархія: Сава (Грицуняк)
- Білостоцька-Ґданська архиєпархія: Яків (Костючук) (2008–)
- Лодзько-Познанська архиєпархія: Атанасій (Нос) (2017–)
- Вроцлавсько-Щецинська архиєпархія: Георгій (Паньковський) (2017-)
- Люблінсько-Холмська архиєпархія: Авель (Поплавський) (2001–)
- Перемишльсько-Горлицька архиєпархія: Паїсій (Мартинюк) (2016-)
- Ріо-де-Жанейрсько-Олінда-Ресіфська архиєпархія: Хризостом (Фрейре) (1992–)
- Ресіфська єпархія: Амбросій (Кубас) (1996–)

### Титулярні єпархії та єпископи
- Титульна Супрасльська єпархія: Андрій (Борковський) (2017–), намісник єпископа в Білостоку та Ґданську[12]
- Титульна Бельска єпархія: Григорій (Харкевич) (2017-), вікарій єпископ для Варшави та Белська
- Титульна Гайновська єпархія: Павло (Токаюк) (2017-), вікарій єпископ для Варшави та Бельска
- Титульна Сім'ятичська єпархія: Варсонофій (Дорошкевич), вікарій єпископ для Варшави та Бельська

### Інші суб'єкти
- Польський православний військовий ординаріат: Георгій Паньковський (2011-)

### Предстоятелі
Польська автокефальна православна церква була створена в 1924 році. Традиційно предстоятель церкви має титул митрополита Варшавського та всієї Польщі.
- Митрополит Юрій (Григорій Ярошевський) — архиєпископ Варшавський (12 лютого 1922 — 8 лютого 1923) (Попередник створення структури Польської Автокефальної Православної Церкви)
- Митрополит Діонісій (Констянтин Валединський) — митрополит Варшавський і всієї Польщі (27 лютого 1923 — 6/17 квітня 1948)
- Митрополит Макарій (Михайло Оксіюк) — митрополит Варшавський і всієї Польщі (7 липня 1951 (8 липня 1951) — 2 березня 1961) після 8 грудня 1959 — на лікуванні в СРСР
- Митрополит Тимофій (Георгій Шреттер) — митрополит Варшавський і всієї Польщі (5 травня 1961 — 20 травня 1962)
  - Георгій (Кореністов) (20/24 травня 1962 — 26 травня 1965) в/о, архиєп. Лодзинський
- Митрополит Стефан (Степан Рудик) — митрополит Варшавський і всієї Польщі (26 травня 1965 — 26 березня 1969)
  - Георгій (Кореністов) (26 березня 1969 — 24 січня 1970) в/о, архиєп. Лодзинський
- Митрополит Василій (Володимир Дорошкевич) — митрополит Варшавський і всієї Польщі (24 січня (1 березня) 1970 — 11 лютого 1998)
- Митрополит Сава (Міхал Грицуняк) — митрополит Варшавський і всієї Польщі (12 (31) травня 1998 — по теперішній час)